# Snowboard nos Jogos Olímpicos de Inverno de 2002 - Halfpipe feminino
A competição do halfpipe feminino do snowboard nos Jogos Olímpicos de Inverno de 2002 ocorreu no dia 10 de fevereiro de 2002 na Park City Mountain Resort, em Park City.

## Medalhistas
| Ouro   | USA Kelly Clark       |
| Prata  | FRA Doriane Vidal     |
| Bronze | SUI Fabienne Reuteler |

## Resultados

### Qualificação
| Pos. | Atleta                  | 1ª descida | 2ª descida | Notas |
| ---- | ----------------------- | ---------- | ---------- | ----- |
| 1    | USA Kelly Clark         | 42.1       | —          | Q     |
| 2    | NOR Kjersti Buaas       | 38.7       | —          | Q     |
| 3    | FRA Doriane Vidal       | 38.3       | —          | Q     |
| 4    | GER Nicola Thost        | 34.3       | —          | Q     |
| 5    | AUT Nicola Pederzolli   | 34.1       | —          | Q     |
| 6    | NOR Lisa Wiik           | 33.1       | —          | Q     |
| 7    | SUI Fabienne Reuteler   | 32.0       | 40.4       | Q     |
| 8    | USA Shannon Dunn        | 31.3       | 39.0       | Q     |
| 9    | JPN Michiyo Hashimoto   | 27.0       | 38.0       | Q     |
| 10   | USA Tricia Byrnes       | 30.8       | 35.7       | Q     |
| 11   | JPN Yoko Miyake         | 24.5       | 35.4       | Q     |
| 12   | FIN Minna Hesso         | 25.4       | 32.1       | Q     |
| 13   | NOR Stine Brun Kjeldaas | 27.1       | 30.9       |       |
| 14   | GER Sabine Wehr-Hasler  | 22.1       | 29.7       |       |
| 15   | CAN Natasza Zurek       | 30.0       | 28.6       |       |
| 16   | ITA Alessandra Pescosta | 16.7       | 27.4       |       |
| 17   | GBR Lesley McKenna      | 12.5       | 25.3       |       |
| 18   | FIN Kirsi Rautava       | 23.6       | 24.7       |       |
| 19   | FIN Sari Grönholm       | 24.3       | 22.4       |       |
| 20   | JPN Yuri Yoshikawa      | 17.7       | 21.8       |       |
| 21   | SWE Janet Jonsson       | 13.0       | 16.1       |       |
| 22   | JPN Nagako Mori         | 14.4       | 13.0       |       |
| 23   | SWE Anna Hellman        | 19.6       | DNF        |       |

### Final
| Pos.              | Atleta                | 1ª descida | 2ª descida | Melhor |
| ----------------- | --------------------- | ---------- | ---------- | ------ |
| Medalha de ouro   | USA Kelly Clark       | 40.8       | 47.9       | 47.9   |
| Medalha de prata  | FRA Doriane Vidal     | 43.0       | 36.5       | 43.0   |
| Medalha de bronze | SUI Fabienne Reuteler | 39.7       | 29.3       | 39.7   |
| 4                 | NOR Kjersti Buaas     | 37.3       | 35.1       | 37.3   |
| 5                 | USA Shannon Dunn      | 35.5       | 37.2       | 37.2   |
| 6                 | USA Tricia Byrnes     | 25.1       | 36.4       | 36.4   |
| 7                 | AUT Nicola Pederzolli | 35.7       | 30.7       | 35.7   |
| 8                 | JPN Yoko Miyake       | 23.5       | 33.7       | 33.7   |
| 9                 | FIN Minna Hesso       | 28.4       | 31.9       | 31.9   |
| 10                | NOR Lisa Wiik         | 24.4       | 28.9       | 28.9   |
| 11                | GER Nicola Thost      | 27.7       | 25.3       | 27.7   |
| 12                | JPN Michiyo Hashimoto | 26.6       | 26.0       | 26.6   |

Legenda
| Recorde mundial      | Recorde mundial (World record)               |                       | Recorde africano                      | Recorde africano (African) |                                           | Q | Classificado por posição (Qualified) |
| Recorde olímpico     | Recorde olímpico (Olympic record)            | Recorde da América    | Recorde da América (Americas)         | q                          | Classificado por melhor tempo (Qualified) |   |                                      |
| Melhor marca do ano  | Melhor marca do ano (World leading)          | Recorde asiático      | Recorde asiático (Asian)              | DNS                        | Não largou (Did not start)                |   |                                      |
| Recorde nacional     | Recorde nacional (National record)           | Recorde europeu       | Recorde europeu (European)            | DNF                        | Não terminou (Did not finish)             |   |                                      |
| Recorde pessoal      | Recorde pessoal do atleta (Personal best)    | Recorde da Oceania    | Recorde da Oceania (Oceania)          | DSQ / DQ                   | Desclassificado (Disqualified)            |   |                                      |
| Recorde da temporada | Recorde da temporada do atleta (Season best) | Recorde sul-americano | Recorde sul-americano (South America) | NM                         | Sem marca (No mark)                       |   |                                      |